# Präsidentschafts- und Parlamentswahl in Ecuador 1998
Die Präsidentschafts- und Parlamentswahl in Ecuador 1998 fand am 31. Mai statt. Bei ihr wurden der Präsident der Republik, die Vizepräsident und die Mitglieder des Nationalkongresses gewählt.
Die Stichwahl der Präsidentschaftswahl fand am 12. Juli statt.

## Ergebnis

### Präsidentschaftswahl
| Kandidaten                                                   | Kandidaten            | Parteien                                              | 1. Wahlgang | 1. Wahlgang | 2. Wahlgang | 2. Wahlgang |
| Kandidaten                                                   | Kandidaten            | Parteien                                              | Stimmen     | %           | Stimmen     | %           |
| ------------------------------------------------------------ | --------------------- | ----------------------------------------------------- | ----------- | ----------- | ----------- | ----------- |
|                                                              | Jamil Mahuad          | Democracia Popular                                    | 1.342.114   | 34,9        | 2.241.687   | 51,2        |
|                                                              | Álvaro Noboa          | Partido Roldosista Ecuatoriano                        | 1.022.667   | 26,6        | 2.140.186   | 48,8        |
|                                                              | Rodrigo Borja         | Izquierda Democrática                                 | 619.581     | 16,1        |             |             |
|                                                              | Freddy Ehlers         | Movimiento Ciudadanos Nuevo País                      | 566.917     | 14,7        |             |             |
|                                                              | Rosalía Arteaga       | Movimiento Independiente para una República Auténtica | 195.000     | 5,1         |             |             |
|                                                              | Maria Eugenia Lima    | Movimiento Popular Democrático                        | 97.522      | 2,5         |             |             |
| Gesamt                                                       | Gesamt                | Gesamt                                                | 3.843.801   | 100         | 4.381.873   | 100         |
|                                                              |                       |                                                       |             |             |             |             |
| Leere Stimmzettel                                            | Leere Stimmzettel     | Leere Stimmzettel                                     | 306.618     | 6,8         | 49.755      | 1,0         |
| Ungültige Stimmzettel                                        | Ungültige Stimmzettel | Ungültige Stimmzettel                                 | 387.403     | 8,5         | 526.655     | 10,6        |
| Wähler                                                       | Wähler                | Wähler                                                | 4.537.822   | 64,2        | 4.958.283   | 70,1        |
| Wahlberechtigte                                              | Wahlberechtigte       | Wahlberechtigte                                       | 7.072.496   |             | 7.072.496   |             |
|                                                              |                       |                                                       |             |             |             |             |
| Quelle: CNE, Elecciones presidenciales del Ecuador 1948–2017 |                       |                                                       |             |             |             |             |

### Parlamentswahl
| Listen                                                              | Stimmen   | %    | Mandate |
| ------------------------------------------------------------------- | --------- | ---- | ------- |
| Partido Social Cristiano                                            | 839.567   | 23,8 | 26      |
| Democracia Popular – Unión Demócrata Cristiana                      | 669.473   | 19,0 | 32      |
| Partido Roldosista Ecuatoriano                                      | 628.265   | 17,8 | 24      |
| Izquierda Democrática                                               | 544.088   | 15,4 | 15      |
| MCNP – MUPP – PSFA                                                  | 325.365   | 9,2  | 3       |
| Partido Conservador Ecuatoriano Unión Nacional                      | 184.048   | 5,2  | 2       |
| Movimiento Popular Democrático                                      | 151.096   | 4,3  | 2       |
| Partido Unión Alfarista                                             | 54.137    | 1,5  | 3       |
| Partido Alianza Nacional                                            | 51.515    | 1,5  | –       |
| Concentración de Fuerzas Populares                                  | 37.507    | 1,1  | –       |
| Acción Popular Revolucionaria Ecuatoriana                           | 28.837    | 0,8  | –       |
| Unión Popular Latinoamericana                                       | 14.043    | 0,4  | –       |
| Lokale Wahlbündnisse                                                | –         | –    | 14      |
| Gesamt                                                              | 3.527.941 | 100  | 121     |
|                                                                     |           |      |         |
| Leere Stimmzettel                                                   | 445.701   | 9,8  |         |
| Ungültige Stimmzettel                                               | 565.276   | 12,5 |         |
| Wähler                                                              | 4.538.918 | 64,2 |         |
| Wahlberechtigte                                                     | 7.072.496 |      |         |
|                                                                     |           |      |         |
| Quellen: John Polga-Hecimovich – Tribunal supremo electoral, I – II |           |      |         |

#### Mandate nach Provinzen
| Provinz          | Parteien | Parteien | Parteien | Parteien | Parteien         | Parteien | Parteien | Parteien | Parteien               | Gesamt |
| Provinz          | PSC      | DP-UDC   | PRE      | ID       | MCNP/ MUPP/ PSFA | PCE      | MPD      | FRA      | Sonstige               | Gesamt |
| ---------------- | -------- | -------- | -------- | -------- | ---------------- | -------- | -------- | -------- | ---------------------- | ------ |
| Azuay            | –        | 4        | –        | –        | –                | –        | –        | –        | 1 (ID/PSFA/MUPP)       | 5      |
| Bolívar          | 1        | –        | –        | 1        | –                | –        | –        | –        | 1 (MUPP)               | 3      |
| Cañar            | –        | 1        | –        | 1        | –                | –        | –        | –        | 1 (MCNP/PSFA)          | 3      |
| Carchi           | –        | –        | –        | 1        | –                | –        | 1        | –        | 1 (DP/MIJD)            | 3      |
| Cotopaxi         | –        | 1        | –        | –        | –                | –        | –        | –        | 1 (ID/MSI) 1 (MUPP)    | 3      |
| Chimborazo       | –        | 3        | –        | 1        | –                | –        | –        | –        | –                      | 4      |
| El Oro           | 2        | 1        | 2        | –        | –                | –        | –        | –        | –                      | 5      |
| Esmeraldas       | 1        | –        | 3        | –        | –                | –        | –        | –        | –                      | 4      |
| Guayas           | 12       | 3        | 3        | –        | –                | –        | –        | –        | –                      | 18     |
| Imbabura         | –        | –        | 1        | –        | 1                | –        | –        | –        | 1 (DP/FRA)             | 3      |
| Loja             | –        | 4 1      | –        | –        | –                | –        | –        | –        | –                      | 4      |
| Los Ríos         | –        | –        | 5        | –        | –                | –        | –        | –        | –                      | 5      |
| Manabí           | 1        | 1        | 6        | –        | –                | –        | –        | –        | –                      | 8      |
| Morona Santiago  | –        | –        | –        | –        | –                | –        | –        | –        | 2 (DP/PSC/ID) 1 (MUPP) | 3      |
| Napo             | –        | –        | –        | –        | –                | –        | –        | 2        | 1 (MUPP)               | 3      |
| Pastaza          | –        | –        | –        | –        | –                | 1        | –        | –        | 1 (DP/MUPP)            | 2      |
| Pichincha        | 1        | 6        | –        | 7        | –                | –        | –        | –        | –                      | 14     |
| Tungurahua       | 1        | 1        | –        | 1        | –                | –        | –        | –        | 1 (PCE/FRA)            | 4      |
| Zamora Chinchipe | –        | –        | –        | –        | –                | –        | –        | 1        | 1 (CFP/PSC)            | 2      |
| Galápagos        | 1        | 1        | –        | –        | –                | –        | –        | –        | –                      | 2      |
| Sucumbíos        | 1        | 2        | –        | –        | –                | –        | –        | –        | –                      | 3      |
| Nacional         | 5        | 4        | 4        | 3        | 2                | 1        | 1        | –        | –                      | 20     |
| Gesamt           | 26       | 32       | 24       | 15       | 3                | 2        | 2        | 3        | 14                     | 121    |

- 1 Davon: 1 CFP (Jorge Cristóbal Montero Rodríguez); möglicher Fehler TSE
- 2 Das TSE erwähnt nur ein Mitglied und lässt Eliseo Azuero Rodas weg